# 長孫孝政
長孫孝政（?—?），《元和姓纂》作長孫雅正，隋朝、唐朝初年河南郡洛阳县人，出自河南长孙氏。唐高祖的驸马。

## 简介
《新唐书》记载唐高祖的女儿高密公主嫁给長孫孝政。《元和姓纂》没有记载長孫孝政，但提到了驸马長孫雅正。岑仲勉考证長孫雅正即長孫孝政，是长孙始的儿子，长孙士亮是他的祖父，长孙稚的曾孙。长孙家族在唐朝有四个驸马：長孫孝政、长孙冲、长孙晔、长孙诠，其他三人都是唐太宗的女婿。長孫孝政去世后，高密公主由李建成做主再嫁段纶。

## 家庭

### 曾祖父母
- 长孙稚，北魏太师、录尚书事，封上党王。
- 罗氏，长孙稚继室。

### 祖父
- 长孙士亮，北周时拜大将军，进爵义门郡公。

### 父亲
- 长孙始。

### 夫人
- 高密公主李氏，唐高祖李渊第四女，唐太宗李世民姐。

### 女儿
- 长孙氏，嫁段某，生有一女段氏，被李世民许配给禄东赞[1]。